# Javon Freeman-Liberty
Javon Freeman-Liberty (Good Hope, Illinois; 20 de octubre de 1999) es un baloncestista estadounidense que pertenece a la plantilla de los Windy City Bulls de la G League. Con 1,91 metros de estatura, juega en la posición de escolta. Es sobrino del que fuera jugador profesional Marcus Liberty.

## Trayectoria deportiva

### Universidad
Jugó dos temporadas con los Beacons de la Universidad de Valparaiso, en las que promedió 15,0 puntos, 5,2 rebotes, 2,6 asistencias y 2,0 robos de balón por partido. En su segunda temporada fue incluido en el mejor quinteto de la Missouri Valley Conference, además de en el mejor quinteto defensivo y en el más mejorado.
Freeman-Liberty se declaró elegible para el draft de la NBA de 2020, pero retiró su solicitud, y fue transferido a los Blue Demons de la Universidad DePaul. Allí jugó dos temporadas más, promediando 19 puntos, 6,5 rebotes y 3 asistencias por encuentro. En su segunda temporada fue incluido en el segundo mejor quinteto de la Big East Conference.

#### Estadísticas
| Año     | Equipo     | PJ  | PT  | MPP  | %TC  | %3P  | %TL  | RPP | APP | ROB | TPP | PPP  |
| ------- | ---------- | --- | --- | ---- | ---- | ---- | ---- | --- | --- | --- | --- | ---- |
| 2018–19 | Valparaiso | 33  | 33  | 31.3 | .452 | .289 | .693 | 4.3 | 2.0 | 1.8 | .4  | 11.0 |
| 2019–20 | Valparaiso | 33  | 33  | 33.2 | .436 | .287 | .750 | 6.1 | 3.2 | 2.2 | .3  | 19.0 |
| 2020–21 | DePaul     | 14  | 14  | 31.9 | .427 | .293 | .740 | 5.3 | 2.6 | 1.5 | .1  | 14.4 |
| 2021–22 | DePaul     | 24  | 24  | 34.9 | .430 | .368 | .739 | 7.3 | 3.2 | 1.7 | .1  | 21.7 |
| Total   | Total      | 104 | 104 | 32.8 | .437 | .312 | .733 | 5.7 | 2.7 | 1.9 | .2  | 16.5 |

### Profesional
Tras no ser elegido en el Draft de la NBA de 2022, firmó con los Windy City Bulls de la G League el 23 de octubre. Apareció en 17 partidos de temporada regular y promedió 18,4 puntos, 5,8 rebotes, 2,9 asistencias, 1,4 robos en 30,2 minutos de media.
El 22 de julio de 2023 firmó un contrato dual con los Toronto Raptors y su filial en la G League, los Raptors 905. El 9 de abril de 2024 anotó 20 puntos, la mayor marca de su carrera, en una derrota por 140-123 contra los Indiana Pacers.
El 18 de septiembre de 2024 firmó con el Manisa Basket de la Basketbol Süper Ligi. Sin embargo dejó el equipo el 7 de octubre.
El 11 de octubre de 2024 firmó con los Chicago Bulls, pero fue despedido al día siguiente. Cuatro días después, firmó con su filial, los Windy City Bulls.

## Estadísticas de su carrera en la NBA

### Temporada regular
| Año     | Equipo  | PJ | PT | MPP  | %TC  | %3P  | %TL  | RPP | APP | ROB | TPP | PPP |
| ------- | ------- | -- | -- | ---- | ---- | ---- | ---- | --- | --- | --- | --- | --- |
| 2023-24 | Toronto | 22 | 6  | 18.3 | .444 | .238 | .917 | 3.2 | 1.8 | .5  | .2  | 7.0 |
| Total   | Total   | 22 | 6  | 18.3 | .444 | .238 | .917 | 3.2 | 1.8 | .5  | .2  | 7.0 |